# Adolf Schmitt-Weigand
‪Adolf Schmitt-Weigand (* 5. September 1934 in Freigericht) ist ein deutscher Verwaltungsjurist.

## Leben
‪Schmitt-Weigand studierte Rechtswissenschaften, Volkswirtschaft, Publizistik sowie neuere Geschichte in Frankfurt am Main, Münster und Marburg. 1961 wurde an der Rechts- und Staatswissenschaftlichen Fakultät der Westfälischen Wilhelms-Universität in Münster zum Dr. jur. promoviert. Ab 1967 war er für den Hessischen Gemeindetag tätig. 1969 kam er zum Sparkassen- und Giroverband Hessen dessen Geschäftsführender Präsident er ab 1971 war. 1995 kündigte er wegen eines politischen Streits über die strategische Ausrichtung der Hessischen Landesbank und Vorwürfen unberechtigter Provisionszahlungen. In seiner Amtszeit fusionierte der Verband 1992 mit dem Thüringer Sparkassenverband zum heutigen Sparkassen- und Giroverband Hessen-Thüringen.
Schmitt-Weigand war mehrere Jahre Vorsitzender des Verwaltungsrats der Landesbank Hessen-Thüringen. 1989 wurde er ehrenamtlicher Vorsitzender der neu gegründeten Hessischen Sparkassenstiftung (heute: Sparkassen-Kulturstiftung Hessen-Thüringen). 1997 wurde er mit dem Verdienstkreuz 1. Klasse der Bundesrepublik Deutschland ausgezeichnet. Er ist seit 1960 mit Lucie (geb. Streb) verheiratet und hat drei Söhne.

## Schriften
- Rechtspflegedelikte in der fränkischen Zeit, Walter de Gruyter, Berlin, 1962 (Dissertation)
- Helmut Schlierbach, Adolf Schmitt-Weigand: Das hessische Sparkassenrecht, Kommunal- und Schul-Verlag, Wiesbaden, 1977, ISBN 978-3-88061-568-7
- Adolf Schmitt-Weigand, Werner Schindler: Das Recht der hessischen Sparkassenorganisation: Zusammenstellung der für die hessische Sparkassenorganisation wesentlichsten sparkassenrechtlichen und KWG-rechtlichen Bestimmungen, Deutscher Sparkassenverlag, Stuttgart, 1985